# Musée d'Athènes
Pour les articles homonymes, voir Musée (homonymie).
Musée d'Athènes (en grec ancien Μουσαῖος / Mousaîos) est un poète grec mythique du début du VIe siècle av. J.-C. Selon les sources, il passe pour avoir été disciple ou fils d'Orphée, et est originaire de Thrace, ou originaire d'Athènes et fils d'Anthiphémos, et il est alors présenté comme l'élève d'Orphée. Selon la Souda, c'était un descendant de Cercyon et d'après Philochore, un Eumolpide, fils d'Eumolpos et Séléné. Ptolémée Chennos, cité par Photios, le nomme « l'Athénien ». Selon Diodore de Sicile, il aurait dirigé les mystères d'Éleusis à Athènes. Selon une tradition rapportée par Pausanias, il aurait chanté ses vers sur la colline d'Athènes actuellement nommée Colline de Philopappos ou des Muses, située en face de la citadelle ; il y fut enterré et la colline prit le nom de Musée. Diogène Laërce situe plutôt son tombeau à Phalère.
On attribuait à Musée des recueils d'oracles que recueillit le chresmologue Onomacrite et des poèmes orphiques. Pausanias doutait de l'authenticité de la plupart des compositions que l'on attribuait à Musée de son temps, et ne jugeait authentique qu'un hymne pour les Lycomèdes en l'honneur de Déméter ; il cite des vers selon lesquels le vent du Nord aurait accordé à Musée la capacité de voler, mais les attribue à Onomacrite. Selon Hérodote, Musée rendit des oracles justes concernant le déroulement de la bataille de Salamine très longtemps à l'avance. Musée avait composé une cosmogonie qui plaçait à l'origine du monde le Tartare et la Nuit.

#### Sources antiques
- Hérodote, Histoires [détail des éditions] [lire en ligne], VII, 6 ; VIII, 96 ; IX, 43.
- Platon, La République [détail des éditions] [lire en ligne], II, 363 c.
- Aristote, Histoire des Animaux, VI, 6, 563 a 18.
- Diodore de Sicile, Bibliothèque historique [détail des éditions] [lire en ligne], IV, 25.
- Pausanias, Description de la Grèce [détail des éditions] [lire en ligne], I, 22, 7 ; I, 25, 8 ; X, 7, 2 ; X, 9, 11 ; X, 12, 11.
- (en + grc) Souda (lire en ligne), s.v. Μουσαῖος 1 = mu 1294 Adler.

#### Études modernes
- M. C. Howatson (dir.), Dictionnaire de l'Antiquité, Robert Laffont, « Bouquins », 1993 (1re éd. : Oxford University Press, 1989).
- Suzanne Saïd, Approches de la mythologie grecque. Lectures anciennes et modernes, Belles Lettres, 1998 (édition consultée : 2008).